# Дейл Маккурт
Дейл Маккурт (англ. Dale McCourt, нар. 26 січня 1957, Нікель Центр, Онтаріо) — колишній канадський хокеїст, що грав на позиції центрального нападника. Грав за збірну команду Канади.
Провів понад 500 матчів у Національній хокейній лізі. 

## Ігрова кар'єра
Хокейну кар'єру розпочав 1972 року в ОХА.
1977 року був обраний на драфті НХЛ під 1-м загальним номером командою «Детройт Ред-Вінгс». 
Протягом професійної клубної ігрової кар'єри, що тривала 15 років, захищав кольори команд «Детройт Ред-Вінгс», «Баффало Сейбрс», «Торонто Мейпл-Ліфс» та «Амбрі-Піотта».
Загалом провів 553 матчі в НХЛ, включаючи 21 гру плей-оф Кубка Стенлі.
Був гравцем молодіжної збірної Канади. Виступав за національну збірну Канади.

## Нагороди та досягнення
- Меморіальний кубок у складі клубу «Гамільтон Фінкупс» — 1976.
- Срібний призер чемпіонату світу 1977.
- Найкращий нападник молодіжного чемпіонату світу 1977.

## Статистика

### Клубні виступи
| Сезон        | Клуб                    | Ліга         | Регулярна першість | Регулярна першість | Регулярна першість | Регулярна першість | Регулярна першість | Плей-оф | Плей-оф | Плей-оф | Плей-оф | Плей-оф |
| Сезон        | Клуб                    | Ліга         | І                  | Г                  | П                  | О                  | ШХ                 | І       | Г       | П       | О       | ШХ      |
| ------------ | ----------------------- | ------------ | ------------------ | ------------------ | ------------------ | ------------------ | ------------------ | ------- | ------- | ------- | ------- | ------- |
| 1972–73      | «Садбері Вулвс»         | ОХА          | 26                 | 6                  | 11                 | 17                 | 0                  | —       | —       | —       | —       | —       |
| 1973–74      | «Садбері Вулвс»         | ОХА          | 69                 | 20                 | 38                 | 58                 | 45                 | —       | —       | —       | —       | —       |
| 1974–75      | «Гамільтон Фінкупс»     | OMJHL        | 69                 | 52                 | 74                 | 126                | 57                 | —       | —       | —       | —       | —       |
| 1975–76      | «Гамільтон Фінкупс»     | OMJHL        | 66                 | 55                 | 84                 | 139                | 19                 | —       | —       | —       | —       | —       |
| 1976–77      | «Сент-Кетерінс Фінкупс» | OMJHL        | 66                 | 60                 | 79                 | 139                | 26                 | —       | —       | —       | —       | —       |
| 1977–78      | «Детройт Ред-Вінгс»     | НХЛ          | 76                 | 33                 | 39                 | 72                 | 10                 | 7       | 4       | 2       | 6       | 2       |
| 1978–79      | «Детройт Ред-Вінгс»     | НХЛ          | 79                 | 28                 | 43                 | 71                 | 14                 | —       | —       | —       | —       | —       |
| 1979–80      | «Детройт Ред-Вінгс»     | НХЛ          | 80                 | 30                 | 51                 | 81                 | 12                 | —       | —       | —       | —       | —       |
| 1980–81      | «Детройт Ред-Вінгс»     | НХЛ          | 80                 | 30                 | 56                 | 86                 | 50                 | —       | —       | —       | —       | —       |
| 1981–82      | «Детройт Ред-Вінгс»     | НХЛ          | 26                 | 13                 | 14                 | 27                 | 6                  | —       | —       | —       | —       | —       |
| 1981–82      | «Баффало Сейбрс»        | НХЛ          | 52                 | 20                 | 22                 | 42                 | 12                 | 4       | 2       | 3       | 5       | 0       |
| 1982–83      | «Баффало Сейбрс»        | НХЛ          | 62                 | 20                 | 32                 | 52                 | 10                 | 10      | 3       | 2       | 5       | 4       |
| 1983–84      | «Баффало Сейбрс»        | НХЛ          | 5                  | 1                  | 3                  | 4                  | 0                  | —       | —       | —       | —       | —       |
| 1983–84      | «Торонто Мейпл-Ліфс»    | НХЛ          | 72                 | 19                 | 24                 | 43                 | 10                 | —       | —       | —       | —       | —       |
| 1984–85      | «Амбрі-Піотта»          | НЛА          | 26                 | 22                 | 14                 | 36                 | —                  | —       | —       | —       | —       | —       |
| 1985–86      | «Амбрі-Піотта»          | НЛА          | 32                 | 42                 | 17                 | 59                 | 0                  | —       | —       | —       | —       | —       |
| 1986–87      | «Амбрі-Піотта»          | НЛА          | 35                 | 25                 | 28                 | 53                 | —                  | —       | —       | —       | —       | —       |
| 1987–88      | «Амбрі-Піотта»          | НЛА          | 35                 | 33                 | 22                 | 55                 | —                  | —       | —       | —       | —       | —       |
| 1988–89      | «Амбрі-Піотта»          | НЛА          | 38                 | 42                 | 24                 | 66                 | —                  | —       | —       | —       | —       | —       |
| 1989–90      | «Амбрі-Піотта»          | НЛА          | 38                 | 18                 | 26                 | 44                 | 0                  | —       | —       | —       | —       | —       |
| 1990–91      | «Амбрі-Піотта»          | НЛА          | 35                 | 10                 | 12                 | 22                 | 0                  | —       | —       | —       | —       | —       |
| 1991–92      | «Амбрі-Піотта»          | НЛА          | 5                  | 4                  | 1                  | 5                  | 2                  | —       | —       | —       | —       | —       |
| Усього в НХЛ | Усього в НХЛ            | Усього в НХЛ | 532                | 194                | 284                | 478                | 124                | 21      | 9       | 7       | 16      | 6       |

### Збірна
| Рік  | Команда | Турнір | Місце | І | Г | П  | О  | ШХ |
| ---- | ------- | ------ | ----- | - | - | -- | -- | -- |
| 1977 | Канада  | МЧС    | 2     | 7 | 7 | 11 | 18 | 14 |
| 1979 | Канада  | ЧС     | 4-е   | 7 | 0 | 1  | 1  | 6  |
| 1981 | Канада  | ЧС     | 4-е   | 4 | 1 | 0  | 1  | 2  |